# باري نيكولسن
باري نيكولسن (بالإنجليزية: Barry Nicholson)‏ (24 أغسطس 1978 في المملكة المتحدة - ) هو لاعب كرة قدم بريطاني في مركز الوسط. شارك مع منتخب اسكتلندا لكرة القدم. أما مع النوادي، فقد لعب مع بريستون نورث إيند ودونفرملين أثلتيك ونادي أبردين ونادي رينجرز ونادي كيلمارنوك وفليتوود تاون.

## مسيرته الكروية
لعب باري نيكولسن خلال مسيرته الاحترافية مع 6 أندية في ستة عشر موسمًا وسجل خلالها 51 هدفًا ضمن 430 مباراة. حيث فاز في موسمين بالكأس وفي موسمين بالدوري.
خاض باري نيكولسن مسيرته مع نادي رينجرز في موسم 1998–99 ولمدة موسمين، مشاركًا في 8 مباريات ولم يسجل أي هدف. ثم انتقل إلى نادي دونفرملين أثلتيك في موسم 2000–01 ليلعب معه خمسة مواسم، حيث شارك في 174 مباراة سجل خلالها 25 هدفًا. لينتقل بعدها إلى نادي أبردين في موسم 2005–06 واستمر معه طيلة ثلاثة مواسم، مشاركًا في 102 مباراة سجل خلالها 13 هدفًا. ثم انتقل إلى نادي بريستون نورث إيند في موسم 2008–09 ليلعب معه أربعة مواسم، مشاركًا في 93 مباراة سجل خلالها 9 أهداف. هذا وانتقل لاحقًا إلى فليتوود تاون في موسم 2012–13 لمدة موسم واحد، مشاركًا في 30 مباراة سجل خلالها هدفين. ثم انتقل بعدها إلى نادي كيلمارنوك في موسم 2013–14 لمدة موسم واحد، مشاركًا في 23 مباراة سجل خلالها هدفين أيضًا.

## وصلات خارجية
- باري نيكولسن على موقع الاتحاد الإسكتلندي (الإنجليزية)
- باري نيكولسن على موقع قاعدة بيانات كرة القدم.إي يو (الإنجليزية)
- باري نيكولسن على موقع ناشيونال فوتبول تيمز (الإنجليزية)
- باري نيكولسن على موقع Soccerbase.com (لاعب) (الإنجليزية)
- باري نيكولسن على موقع عالم كرة القدم.نت (الإنجليزية)